# Dialetos do grego moderno
Os dialetos do grego moderno podem ser classificados ao longo de duas distinções principais: primeiro, há uma longa tradição de variação sociolectal entre a língua natural, popular e falada, por um lado, e as formas cultas, escritas e arcaizantes, pelo outro; e, segundo, existe também a variação regional entre os dialetos propriamente ditos. A competição entre os registros popular e erudito, conhecida como diglossia, culminou com a disputa entre o dimotiki (δημοτική, "demótico") e o catarévussa (καθαρεύουσα, transl. katharévousa), durante os séculos XIX e XX. Quanto aos dialetos regionais, a diferenciação entre o corpo de dialetos da Grécia atual não é particularmente intensa, com a exceção de um número de dialetos periféricos e altamente divergentes, falados por comunidades isoladas.

## Diglossia

### Demótico e catarévussa
Desde os tempos do koiné, na Antiguidade helenística e romana, havia uma competição entre as formas do grego que haviam evoluído naturalmente, por um lado, e o uso de registros artificalmente arcaicos e eruditos, por outro. Os registros eruditos empregaram formas léxicas e gramaticais que imitavam o grego ático clássico (aticismo). Esta situação é conhecida pelos linguistas modernos como diglossia.
Durante a Idade Média a escrita do grego variou ao longo de um contínup, entre as formas mais extremas dos registros elevados, muito próximas ao ático, e formas mais moderadas, muito mais próximas do demótico (δημοτική, transl. dimotikí, o idioma falado pelo povo, dímos). A língua grega moderna, utilizada na poesia demótica do início do século XIX, tinha poucas diferenças gramaticais do vernáculo do século XV. Durante o início da Era Moderna, uma variante intermediária do grego literário padrão, moderadamente arcaica, passou a ser usada pelos gregos educados (como os fanariotas) e pela Igreja Grega; sua sintaxe era essencialmente a do grego moderno. Depois da Guerra de Independência Grega e da formação do Estado grego atual, em 1830, fez-se um esforço político para "purificar" esta forma do grego, e fazer com que o idioma voltasse a se parecer com o grego ático clássico. O resultado foi o catarévussa (καθαρεύουσα, lit. 'a purificadora'), ainda uma forma comprometida com uma sintaxe basicamente moderna do grego, porém re-lexicalizada com uma quantidade muito maior de palavras e características morfológicas do grego antigo.
O catarévussa foi usado como língua oficial para propósitos administrativos, educacionais, eclesiásticos e até mesmo pelo jornalismo e literatura até pelo menos o fim do século XIX. Ao mesmo tempo, o demótico falado, mesmo sem ser reconhecido como idioma oficial, acabou por desenvolver uma variante realmente 'padrão', supra-regional; e, a partir do início do século XX, o demótico escrito substituiu o catarévussa como o principal meio utilizado na literatura grega. Durante boa parte deste século houve disputas e conflitos políticos acalorados a respeito do uso das duas variedades, especialmente no que diz respeito à questão de seu uso na educação. Escolas foram forçadas a passar de uma forma para a outra, e vice-versa, por diversas vezes ao longo do período; o conflito só foi resolvido depois da queda da junta militar grega de 1967-1974, cuja postura ideológica fortemente pró-catarévussa havia contribuído para trazer uma má reputação àquela variante linguística entre a população. Em 1976, pouco tempo depois do retorno da democracia à Grécia, o demótico acabou por ser adotado para o uso geral na educação, e tornou-se a língua do Estado grego para todos os propósitos oficiais. Naquela altura, no entanto, a forma do demótico utilizada na prática não era mais o dialeto popular puro, e tinha começado a assimilar elementos da tradição do catarévussa. Os procedimentos que foram postos em prática para implementar a solução final da diglossia foram criticados, e a falta de uma solução final do problema foi atribuída à pressa do governo e das autoridades competentes gregas.
Em 1982 os diacríticos foram substituídos pela ortografia monotônica.

### Grego moderno padrão
A linguística moderna costuma chamar a variedade resultante deste processo de evolução de "grego moderno padrão", de forma a distingui-lo do demótico 'puro' original da literatura anterior e da fala vernácula tradicional. Os autores gregos por vezes usam o termo "koiné grego moderno" (Νεοελληνική Κοινή, literalmente 'grego moderno comum'), revivendo o termo koiné que era até então utilizado apenas para se referir à forma "comum" do grego antigo pós-clássico; de acordo com estes acadêmicos, o koiné moderno grego seria o "supradialeto fruto da composição tanto do demótico quanto do catarévussa." De fato, o grego moderno padrão incorporou uma grande quantidade de vocabulário da tradição erudita, especialmente pelos registros do discurso acadêmico, da política, da tecnologia e da religião; além destes, ele incorporou diversas características morfológicas associadas com seus paradigmas inflexivos, bem como algumas características fonológicas que não eram encontradas originalmente no demótico 'puro'. Este koiné moderno, no entanto, ainda estaria em plena evolução, e o fez sem a eliminação dos dialetos do grego moderno (ao contrário do koiné alexandrino), que continuam a existir, embora venham sendo menos usados.

## História dos dialetos do grego moderno
O primeiro tratamento acadêmico sistemático dos dialetos gregos modernos ocorreu depois da metade do século XIX, principalmente graças à obra do destacado linguista grego Georgios Hadjidakis. A ausência de relatos descritivos da fala de cada região em particular fazia com que os esforços dos pesquisadores daquele período fossem ainda mais difíceis. As formas dialetais, portanto, só nos são conhecidas pela sua última fase (do meio do século XIX até a dominação pan-helênica do grego moderno padrão).

### Diferenciação dialetal inicial
Os linguistas atuais não estão de acordo com a tendência dos estudiosos do século XIX em ver os dialetos do grego moderno como descendentes diretos dos dialetos do grego antigo. De acordo com as descobertas mais recentes da academia, os dialetos gregos atuais seriam frutos da diferenciação dialetal do koiné e, com a exceção do tsacônio, não têm qualquer relação com os dialetos da Antiguidade.
É difícil monitorar a evolução do koiné e a sua divisão nos dialetos gregos modernos; certos pesquisadores levantaram a hipótese de que as diversas variedades locais teriam se formado entre os séculos X e XII, como parte de uma evolução iniciada alguns séculos antes, porém é difícil inferir conclusões precisas devido à ausência de textos escritos no vernáculo quando esta diferenciação inicial começou a ocorrer. Pouquíssimos exemplos destas variedades podem ser encontrados, em certos textos, que ainda assim utilizavam-se principalmente dos registros eruditos. Os poucos textos escritos nos dialetos gregos modernos aparecem durante o início do Renascimento, nas ilhas de Chipre e Creta.

### Dialetos literários históricos
Antes do estabelecimento de um padrão comum literário do grego demótico, houve diversas tentativas de uso das variações regionais do demótico como uma língua escrita. O dialeto foi registrado em áreas foram do controle bizantino, primeiro em documentos legais e administrativos, e depois na poesia. A evidência mais antiga dos dialetos literários vêm de áreas sob o controle controle latino, especialmente de Chipre, Creta e das ilhas Egeias. Do Chipre da Casa de Lusinhão, do século XIV ao XVI, ainda existem documentos legais, crônicas em prosa e um grupo de poemas de amor anônimos. Arquivos dialetais também sobreviveram na Naxos do século XV.
Foi acima de tudo na ilha de Creta, no entanto, especialmente durante o período do domínio veneziano - que durou de 1204 até a captura da ilha pelos otomanos, em 1669, que o dialeto pôde ser ilustrado pela primeira vez de maneira mais completa. Existem documentos que já mostram as características dialetais no final do século XII, e que aumentam rapidamente de frequência do século XIII em diante. Durante o Renascimento Cretense dos séculos XVI e XVII surgiu uma literatura vernácula florescente, escrita no dialeto cretense, baseado na influência literária italiana; seu exemplo mais conhecido hoje em dia é o romance em verso Erotokritos, de Vitsentzos Kornaros (1553-1614).
Posteriormente, durante os séculos XVIII e XIX, as ilhas Jônias - então sob o domínio italiano - se tornaram um centro de produção literária do demótico. O escritor mais conhecido deste período foi o poeta Dionysios Solomos (1789-1857), que escreveu o hino nacional da Grécia (Hino à Liberdade) e outras obras que celebravam a Revolução Grega de 1821-1830. Esta forma do idioma se tornou influente no decorrer da padronização que levou ao surgimento da atual forma do demótico, baseada nos dialetos do sudoeste.